# Čtvrtá politická teorie
Čtvrtá politická teorie (rusky: Четвертая политическая теория, Četvertaja političeskaja teorija) je kniha ruského filosofa a politologa Alexandra Dugina z roku 2009. Dugin v ní navrhuje rozpracovat čtvrtou politickou teorii či ideologii, která by se odlišovala od tří předchozích ideologií, jež přišly po osvícenství, a sice liberalismu, komunismu a fašismu, a všem třem by čelila z nových pozic. Přesný obsah čtvrté politické teorie přesně nevymezuje, ale pokouší se jej opřít o dílo německého filosofa Martina Heideggera a jeho koncept pobytu. Čerpá jak z myšlení škol de Benoistovy nové pravice a Guénonova integrálního tradicionalismu, tak i z Deleuzeho poststrukturalismu.
Dugin v roce 2014 vydal rozšířené vydání knihy s názvem Četvertyj puť (Čtvrtá cesta).
České vydání vyšlo v roce 2020, druhé vydání v roce 2022.
Stěžejním Duginovým tvrzením je, že se "právě nacházíme v přelomové fázi dějin, kdy liberalismus a s ním i celý Západ stojí před zhroucením a doba je zralá na novou multipolární éru". Kniha byla označena za možný zdroj kremelské rétoriky zdůvodňující válku v Donbasu.